# NeXT
NeXT Computer, Inc. (el nom del qual va canviar a NeXT Software, Inc.) va ser una companyia informàtica, coneguda entre el públic pels seus avançats ordinadors i en el món de la programació per les seues plataformes de desenvolupament (orientades a objectes). NeXT es va fusionar amb Apple Inc. el 20 de desembre de 1996, en una compra d'aproximadament $375 milions, juntament amb 1,5 milions d'accions d'Apple, i ja no fa negocis com una entitat separada. El programari desenvolupat per Next és la base per al sistema operatiu Mac OS X. Les seues oficines centrals estan en Redwood, Califòrnia.

## Història

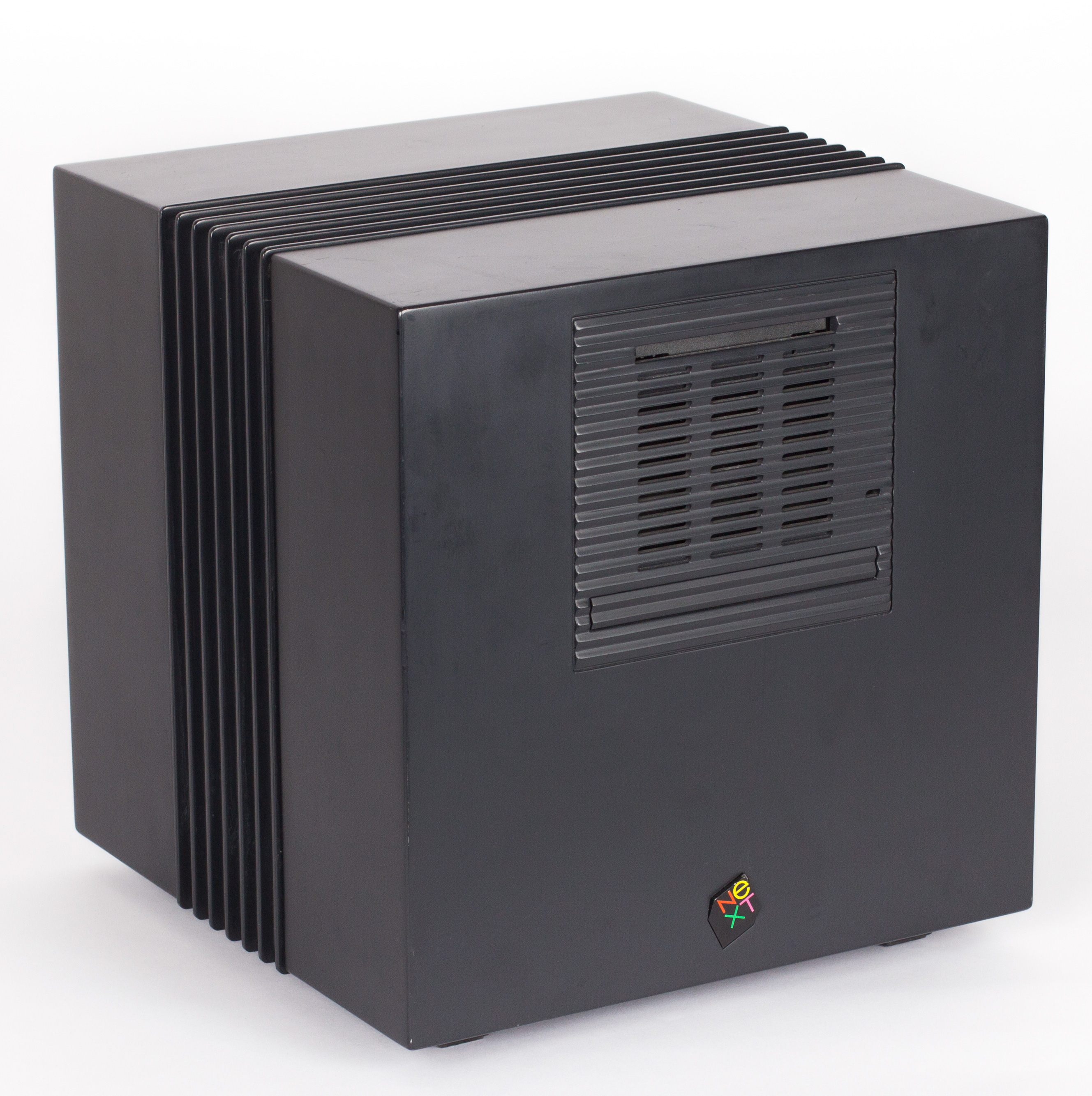
NeXTcube.

En 1985, Steve Jobs i Federico Reynot, van començar a lamentar l'haver convidat a John Sculley com nou CEO d'Apple i va començar una breu lluita de poder per a recuperar el control de la companyia. La directiva de la companyia recolzà a Sculley, i Jobs va ser relegat de la majoria dels seus deures i enviat a una oficina distant en la part posterior del campus d'Apple conegut extraoficialment com a «Sibèria». Després d'alguns mesos de ser ignorat, Jobs se'n va anar.
Alguns mesos més endavant va trobar la solució, quan va decidir que els ordinadors realment eren el seu punt fort, i començà a visitar diverses universitats dels EUA per a mirar on anava la indústria. I va concloure que diverses tecnologies anaven a ser la font del següent canvi:
- PostScript, seria el llenguatge estàndard en gràfics.
- Mach, reescrivia tota la idea del sistema operatiu.

- Programació orientada a objectes (particularment usant el llenguatge C), un punt que cridava l'atenció en el món de la investigació.

Eixe any, Jobs va ajuntar aquestes idees en un concepte que pensà que seria el següent gran invent: una màquina dirigida a la programació d'objectes però orientada inicialment al mercat acadèmic, usant PostScript com tecnologia de visualització.
- NeXT Inc. s'inicià amb una inversió de $7 milions de dòlars. Jobs va començar amb set empleats (sobretot ex-treballadors d'Apple del projecte Macintosh) i començaren el treball amb PostScript que posteriorment es va convertir en Adobe. La principal font de capital de l'empresa era Ross Perot (que va ser candidat a president dels Estats Units en 1992 i 1996), qui va invertir 20 milions de dòlars en 1987 per al 16% de les accions de NeXT.

## NeXT Computer
Poc temps després que NeXT, Inc. fóra fundat per Steve Jobs i Ross Perot, Apple va iniciar un plet contra la companyia. El gener de 1986 les dues parts van assolir un acord extrajudicial pel qual NeXT va quedar restringida solament al mercat de les estacions de treball.
A mitjan 1986 estava clar que no existia un sistema operatiu capaç de suportar les eines de desenvolupament presentades, almenys no a nivell d'ordinadors personals. En comptes de fer i vendre una màquina, el pla de negocis va canviar a fer i vendre les màquines completes que funcionaren amb un sistema operatiu basat en Unix i Mach.
El sistema operatiu seria creat per un equip conduït per Avie Tevanian, un dels desenvolupadors de Mach en la Carnegie Mellon University que s'havia unit a la companyia. La divisió de maquinari va ser conduïda per Rich Page, un veterà d'Apple que havia dissenyat Lisa. El nom de la companyia va ser canviat a NeXT Computer Inc..
En 1987, NeXT va acabar la construcció d'una fàbrica totalment automatitzada en Fremont per al seu primer producte, el NeXTcube. Les històries sobre les demandes de Jobs per a la fàbrica i el cub ara són llegenda, incloent repintar la fàbrica diverses vegades per a aconseguir el color gris correcte, i l'aplicació d'una sèrie de canvis en la cadena de producció que comportaven una pèrdua de temps de manera que la costosa caixa de magnesi del cub tinguera vores d'angle recte perfectes.
Altre exemple de les dificultats presentades va ser escollir les unitats d'emmagatzematge. Quan la majoria de les màquines incloïa discos durs de 20 o 40 MB, la majoria del programari (incloent el sistema operatiu) era carregat usant disquets. Fins i tot al final dels anys 80 aquest començava a ser un veritable problema i l'usuari necessitava una enorme quantitat de disquets per a carregar la gran quantitat d'aplicacions.
Això era més que un problema per a NeXT. Fins i tot els discs durs no donaven solució al problema perquè el Sistema Operatiu era de diverses desenes de MB, i el conjunt de disquets necessaris per a carregar-lo seria més gran que la màquina. Hi havia unitats de disc dur més grans, però eren terriblement costoses. Una unitat gran de 640MB costava 5.000 $ USA.